# NGC 2151
NGC 2151 is een open sterrenhoop in het sterrenbeeld Goudvis. Het hemelobject werd op 30 januari 1835 ontdekt door de Britse astronoom John Herschel.

## Synoniemen
- ESO 57-SC57